# Молния (оружие)

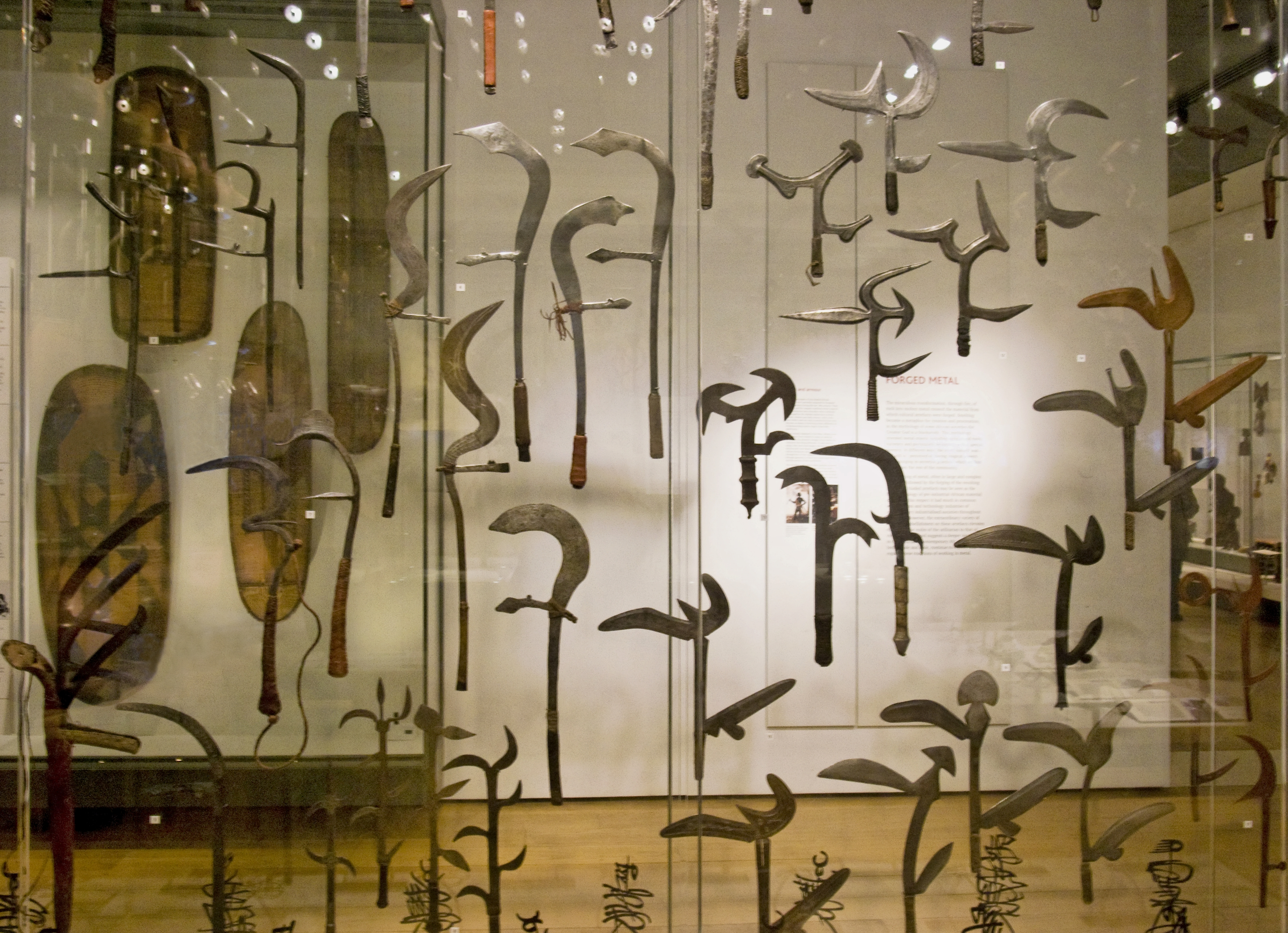
Коллекция в Британском музее, Лондон

Молния — метательное оружие народов Африки, представляющее собой разнообразные варианты железного многолезвийного ножа или клинка причудливых очертаний. Использовалась на войне и охоте. Выполняла также роль символа власти и статуса человека, а также магического предмета и эквивалента денег. В последнем случае это могли быть, например, небольшие бронзовые предметы соответствующих форм, не имеющие заточки, с отверстиями для переноски. У разных народов для него существовали свои названия: гангата (Центральная Африка), пинга (pinga), кпинга (kpinga) (азанде), кипинга, кучил, хунга-мунга (hunga munga), трумбаш, danisco, goleyo, нгалио (народ сара, к востоку от о. Чад), kulbeda, njiga, mambele, trombash, сай и мудер (ингесана, Судан).

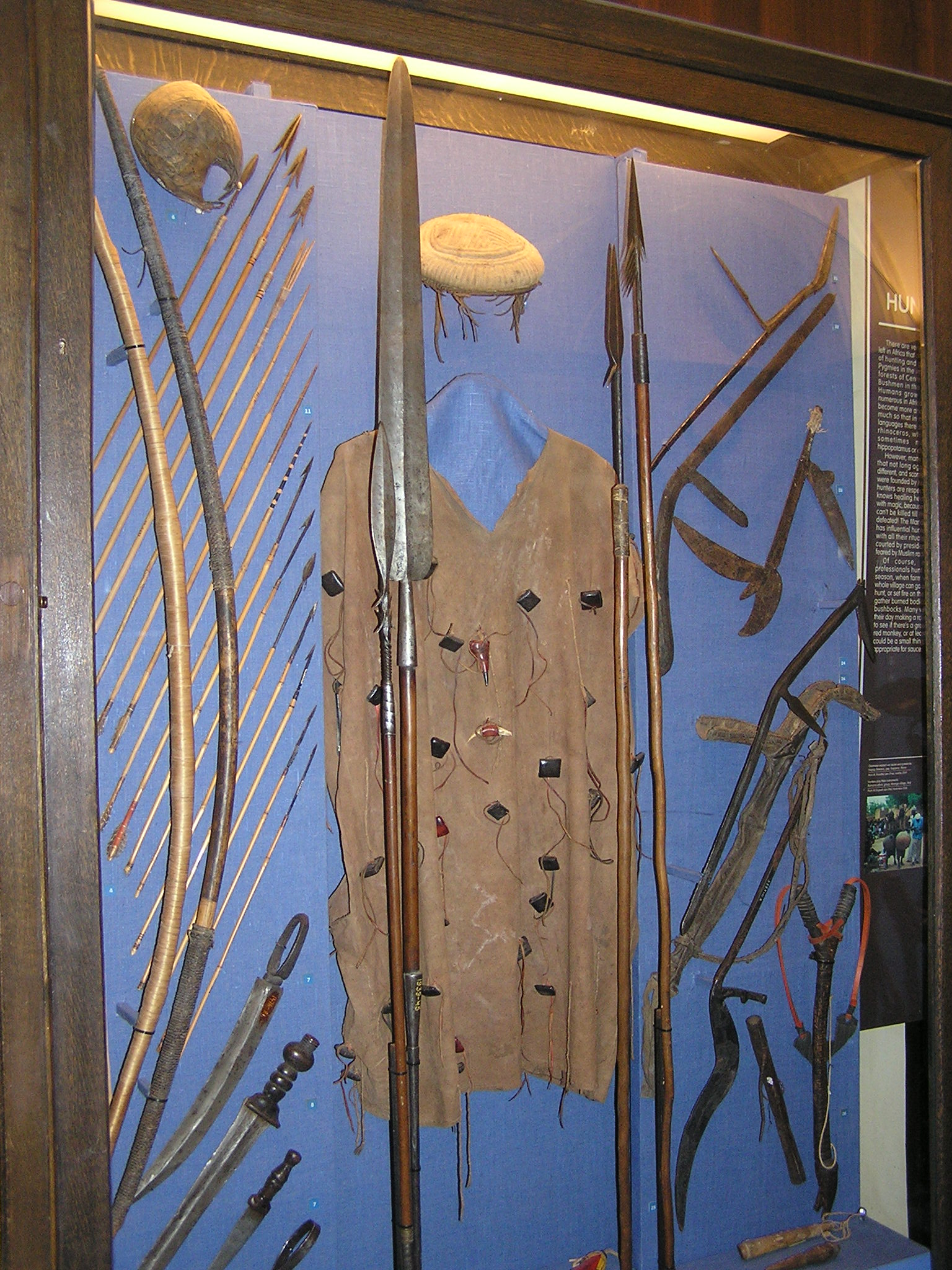
Молнии в экспозиции Кунсткамеры. Санкт-Петербург

## История

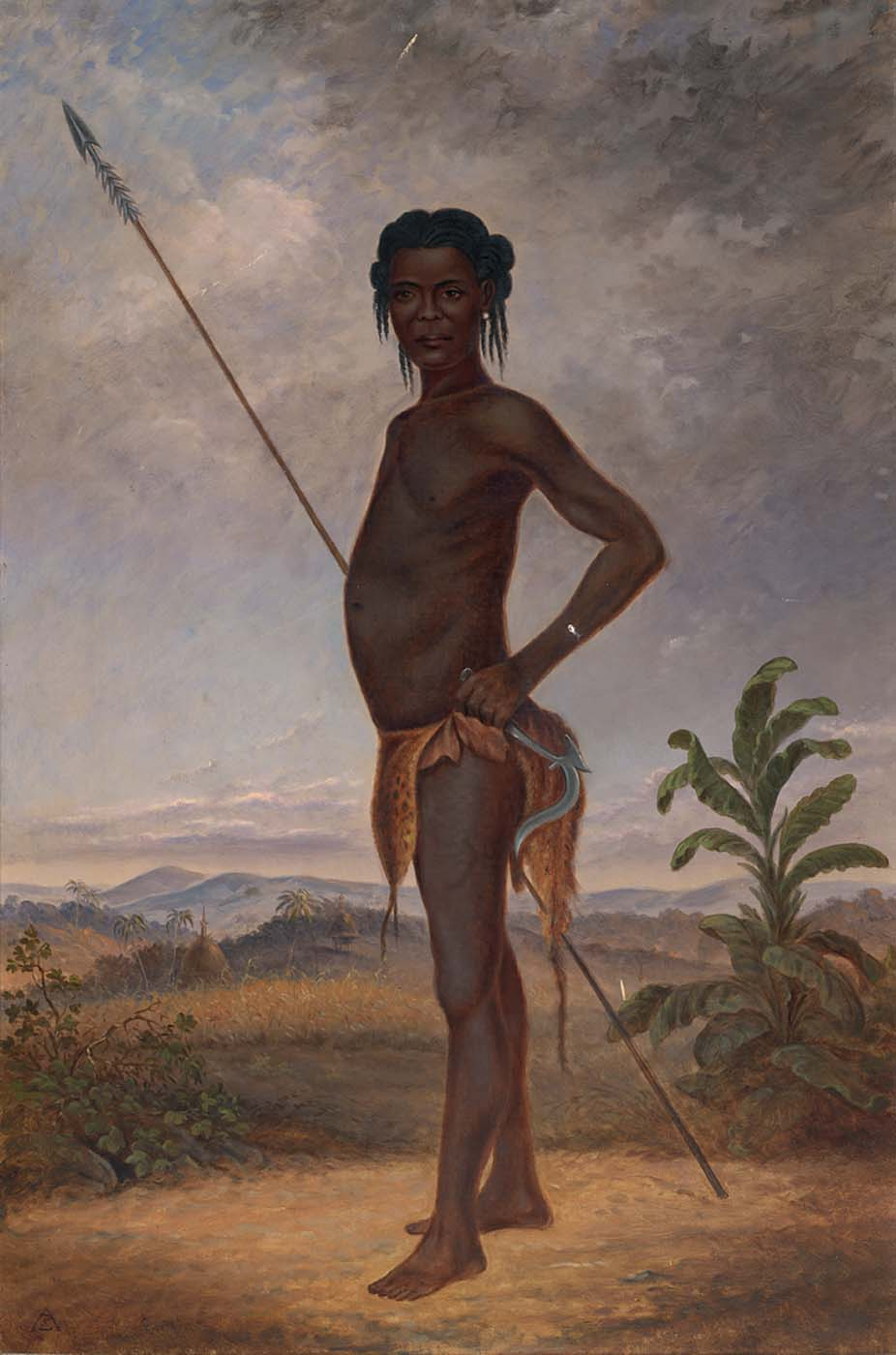
Воин азанде с копьём и метательным ножом кпинга. Худ. Антонио Дзено Шиндлер (1893)

Есть мнение, что молния появилась на территории Судана около 1000 года н. э. Хотя в Ливии имеются похожие изображения, датируемые 1350 годами до н. э. Предполагают, что она происходит от несколько изогнутой на одном конце метательной палки (бумеранга), которую обычно носили на плече. При этом наиболее эффективны и удобны для переноски на плече были палки с одним боковым отростком. Затем добавились дополнительные выступы и зубцы. Такие деревянные метательные клинки служили военным оружием в царстве Борну. Железные же варианты массово нигде на употреблялись.

## Боевое применение
«Крылатые» южноафриканские разновидности молний использовались массово для «обстрела» противостоящей группы противника (метров с десяти). Металась горизонтально. При этом большая площадь поверхности лезвий обеспечивала вращающемуся оружию планирующий полёт (как у невозвращающегося бумеранга). Наиболее действенным способом противостоять летящей горизонтально молнии были уклонения и прыжки, так как попав в щит, она могла поразить, зацепившись за край щита, самого владельца щита или, отскочив, попасть в рядом стоящего воина. Такими молниями не рубились в ближнем бою. При метании вертикально или у прутьевидных (F-образных) разновидностей с севера Африки эффекта планирования не было. Но и фактов использования F-образных молний в качестве метательного оружия почти не имеется (только нгалио у сара). 
Европейские путешественники (Георг Швейнфурт, Дыбовский) оставили противоречивые мнения о эффективности этого оружия. Есть также сообщение, что молнию хотя и носили с собой (скорее, как парадное оружие), но старались употреблять в деле лишь в крайнем случае, чтобы избежать потери дорогого предмета. Есть указание, что только племя нгапу (в области между Уэлле и озером Чад) использовало их после израсходования всех копий и стрел. Для этого у каждого из воинов на рукоятке щита крепилось от трёх до шести молний (Дыбовский). 2—3 молнии на центральном диске щита подвешивали азанде, а чадские и более западные племена носили их в специальных чехлах.

## Коллекционирование и другие аспекты
На Западе имеется много коллекций молний. Но такие коллекции страдают отсутствием точной научной задокументированности происхождения экспонатов.
В России это оружие до недавнего времени было известно мало. Хотя ещё русский путешественник XIX века, В. В. Юнкер, привёл в своей довольно известной книге «Путешествие по Африке» зарисовки нескольких подобных предметов, использовавшихся воинами азанде, которые он называл «гангата». Упоминает его в романе «На краю Ойкумены» И. А. Ефремов. Также имеется несколько экземпляров в экспозиции петербургской Кунсткамеры. Отсутствие в русском языке соответствующего термина дало повод Дмитрию Самойлову в своей статье предложить название «молния», что является переводом термина, принятого у ряда племён. Хотя слово «кпинга» тоже уже несколько устоялось, так как было дано в энциклопедическом справочнике «Африка». Оружиеведы же применяют термин «метательное железо» или Gooi Yster.
Отдалёнными аналогами молнии можно считать европейские хёрбаты и некоторые алебардовые томагавки.